# Anna Bofill Levi
Anna Bofill Levi (25 de abril de 1944) es una arquitecta y compositora española. Es miembro de la Asociación de Mujeres en la Música, de la International Alliance for Women in Music y de la Associació Catalana de Compositors, además de participar en varios proyectos sobre las mujeres en la Historia de la Música.

## Primeros años
Nació en Barcelona en 1944 en una familia acomodada. Su padre conocía a personajes del mundo de la construcción y la acerca a la música. Su madre, italiana, tenía pasión por la música y el arte.
Tuvo dos hermanos: el arquitecto Ricardo. y el otro, José María, falleció de niño, lo cual hizo que se produjeran cambios importantes en la familia.
Anna Bofill realizó sus estudios de arquitectura en la Escuela Técnica Superior de Arquitectura de Barcelona, finalizando en 1972, siendo la mujer número 28 en graduarse en dicho centro. Posteriormente, se doctoró en arquitectura en 1975 con una tesis sobre Generación geométrica de formas arquitectónicas y urbanas. Obtiene el título de arquitecta en Francia en 1981.
Más tarde, comenzó a estudiar Música Electroacústica con Gabriel Brncic y Lluis Callejo, e Informática Musical con Xavier Serra y Sergi Jordá. En 1982 participó en el Congreso de Nueva Música en Sitges con Luigi Nono, Mestres-Quadreny, Joan Guinjoan, Coriún Aharonián y Jesús Villarrojo. Siguió los cursos de Nono en la Fundación Miró y en 1985 asistió a un curso de Iannis Xenakis en París, mientras asistía por una beca a su Centre d’Etudes de Mathémathique et Automates Musical (CEMAMU).

## Trayectoria
Entre 1964 y 1980 trabajó en el Taller de Arquitectura, trabajando con músicos, poetas, arquitectos y fotógrafos, que buscaban cambiar la arquitectura, haciendo investigaciones y buscando alternativas de viviendas sociales. 

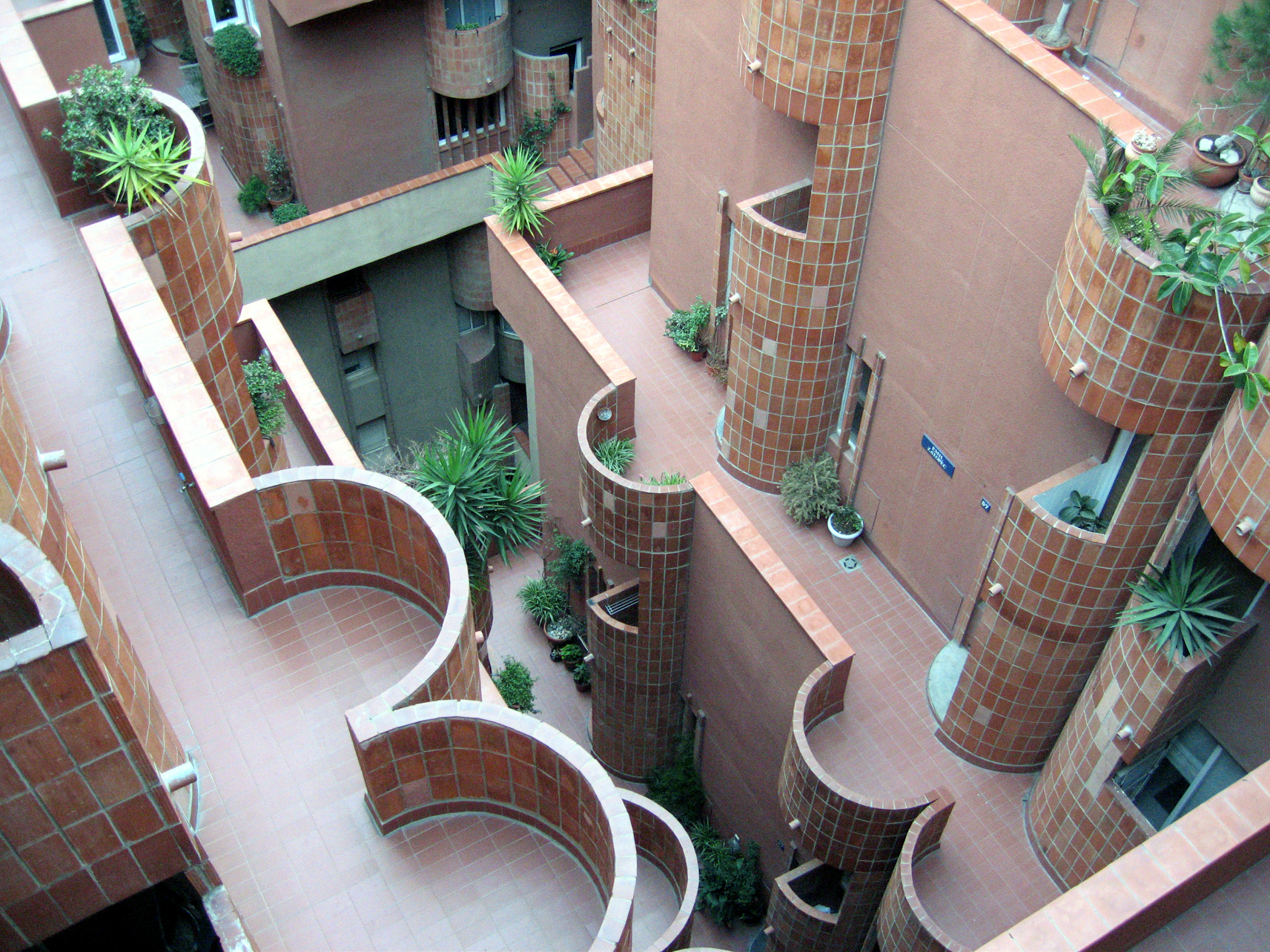
Edificio Walden 7 en San Justo Desvern del que Anna Bofill es coautora

Es coautora del Barrio Gaudí de Reus y del edificio de más de 400 unidades de viviendas Walden 7 en San Justo Desvern, que es donde vive actualmente. Participó en los proyectos del barrio Antigone, Montpellier, Francia, entre otras obras.
En 1980 presentó la conferencia Mujer y arquitectura en las Jornadas de Feministas Independientes de Cataluña proponiendo la mirada diferente de las mujeres sobre el entorno urbano y poniendo de manifiesto la relación entre la estructura patriarcal de la sociedad occidental y la forma de las ciudades y hábitats, analizando además la estructura de la vivienda.
En 1981 abandonó el estudio en el Taller de Arquitectura y crea el estudio propio. En esta fecha también se divorció. Fue entonces cuando se inició su experiencia feminista relacionada con la arquitectura y su ciudad natal. En estos años, construyó la estación de trenes de Plaza Cataluña, viviendas y equipamientos. 
Ha formado parte del premio de dibujo Joan Miró durante diez años y también miembro del jurado del Festival de Teatro de Sitges. También ha realizado escenografías y música para teatro en obras con montaje de Ricard Salvat entre 1983 y 1984, como Urfaust de Goethe, e Hijos de un dios menor de Marc Medoff. También ha escrito varias piezas y ha coordinado la música para los montajes de Cartografias del deseo, tres ciclos de conferencias dramatizadas según una idea de Mª Merçé Marçal, el Pen Club catalán y Araceli Bruch. Ha colaborado con la directora Magda Puyo y el escenógrafo Pep Durán en la realización del montaje poético-musical ‘Res no et serà prés’, un homenaje a Maria Mercè Marçal.
En el año 2009 recibió la medalla al trabajo President Macià de la Generalidad de Cataluña.

### Obras musicales
- Esclat: Obra para conjunto instrumental realizada en 1971 que se estrenó en el XI Festival Internacional de música de Barcelona y participó en el II Festival de música de vanguardia de San Sebastián (1974).
- Poema per pianoforte: Composición elaborada en 1974 que forma parte del repertorio musical de Carles Santos, quien la presentó, y del pianista francés Jean-Pierre Dupuy.
- El silencio transcurre: Estrenado en Barcelona por Idoia Rodríguez en octubre de 2013.
- Pájaros y motores: Dedicada a Doménec G. de la Rúbia y estrenada en 2015.
- Fra le otto e le nove: Trabajo basado en la historia de Giorgio Manganelli

### Publicaciones
- Libro blanco: Las mujeres y la ciudad en colaboración con Rosa María Dumenjó Mertím e Isabel Segura Soriano.
- Planejament urbanístic, espais urbans i espais interiors des de la perspectiva de les dones, Quaderns de L’Institut Nº 6, ISBN 84-393-6903-4, Institut Català de les Dones, Barcelona, novembre 2005. www.gencat.cat/icdones (publicacions - quaderns)
- Guia per al planejament urbanístic i l'ordenació urbanística amb la incorporació de criteris de gènere. Colección Eines nº 11. Institut Catalá de les Dones. Departament de Política Territorial i Obres Públiques. Generalitat de Catalunya. Barcelona, 2008. www.gencat.cat/icdones (publicacions-eines)
- Los sonidos del silencio: Libro publicado en 2015 en el que refleja la presencia de las mujeres compositoras en la música.
- Generation of forms: Space to Inhabit, Time to Think. Künstlerische Formgebung: Raum zum Wohnen, Zeit für Reflexion. TheSchelling Lectures. Deutscher Kunstverlag. Munchen. Dec. 2009.